# Vincent Miclet
Vincent Miclet, né en 1965 au Tchad, est un homme d'affaires franco-béninois. Challenges le classe 447e fortune de France avec 250 millions d'euros, il est le fondateur et l'actuel président de Petroplus Overseas, .

## Biographie

### Jeunesse et éducation
Scolarisé à Brazzaville durant son enfance, Vincent Miclet décroche son baccalauréat en 1983. 

### Carrière
Il fonde en 1984 Cash Distribution, une société implantée sur les marchés du transport de marchandises et de la construction. 
En 1989, il change de secteur d’activité et devient le premier importateur de riz au Congo. Il s’installe par la suite en Angola pour étendre ses activités.
En 2008, il participe à l’exploitation d’un terminal portuaire à Luanda, et crée une coentreprise avec le groupe français Necotrans.
En 2011, Vincent Miclet s'immisce dans le secteur du pétrole à travers la création de la société PetroPlus Overseas. Trois ans plus tard, il implante avec Veolia la plus grande chambre froide d'Afrique.

## Controverses
Le 3 octobre 2021, les Pandora Papers sont révélés par le Consortium international des journalistes d'investigation (ICIJ), qui fait fuiter plus de 11,9 millions de documents appartenant à quatorze fournisseurs de service offshores. Parmi eux se trouvent des multinationales et de nombreuses personnalités, dont Vincent Miclet, qui détient plusieurs sociétés écrans.

## Vie privée
Vincent Miclet rencontre en 2013 Ayem Nour. Le 7 juin 2016, elle donne naissance à un garçon, Ayvin-Aaron. En novembre 2016, Vincent Miclet annonce la séparation du couple. En novembre 2018, Miclet s'est mis en couple avec Angerina Alvarez, femme vénézuélienne.
Vincent est père de cinq enfants. 